# Servantes de la Charité
Les servantes de la Charité (en latin : Ancillae Charitatis) forment une congrégation religieuse féminine enseignante et hospitalière de droit pontifical. 

## Histoire
En 1836, Paola Di Rosa assiste les malades à Brescia lors de la deuxième pandémie de choléra et forme un groupe de volontaires. Avec l'aide de Faustino Pinzoni, son directeur spirituel et chanoine de la cathédrale de Brescia, elle fonde la Pieuse Union des Servantes de la Charité le 18 mai 1840 à Brescia dans le but de soigner les malades et d'enseigner la jeunesse. Les sœurs ouvrent des maisons à Crémone (1841), Manerbio (1844) et Montichiari (1846).
L'institut obtient l'approbation de Ferdinand Ier d'Autriche le 7 mai 1844 et le pape Pie IX reconnaît la pieuse union comme congrégation religieuse le 23 décembre 1847. Après l'approbation finale de l'empereur le 14 avril 1852, il est possible de procéder à l'érection canonique de la congrégation avec la profession religieuse des premières aspirantes le 18 juin 1852, fête du Sacré Cœur. Paola prend alors le nom de sœur Marie-Crucifiée de Rosa. Le même jour, les sœurs ont l'autorisation de pratiquer l'adoration eucharistique diurne.

## Activité et diffusion
Les religieuses ont une présence historique à l'hôpital civil de Brescia. Leur apostolat s'est étendu aux soins infirmiers, à la prise en charge des personnes âgées et des enfants, avec la création d'écoles et d'orphelinats.
Elles sont présentes en,:
- Europe : Italie, Croatie.
- Amérique du Sud : Brésil, Équateur.
- Afrique : Burundi, Rwanda.

La maison-mère se trouve à Brescia.
En 2017, la congrégation comptait 747 religieuses dans 86 maisons.